# 广州地铁4号线

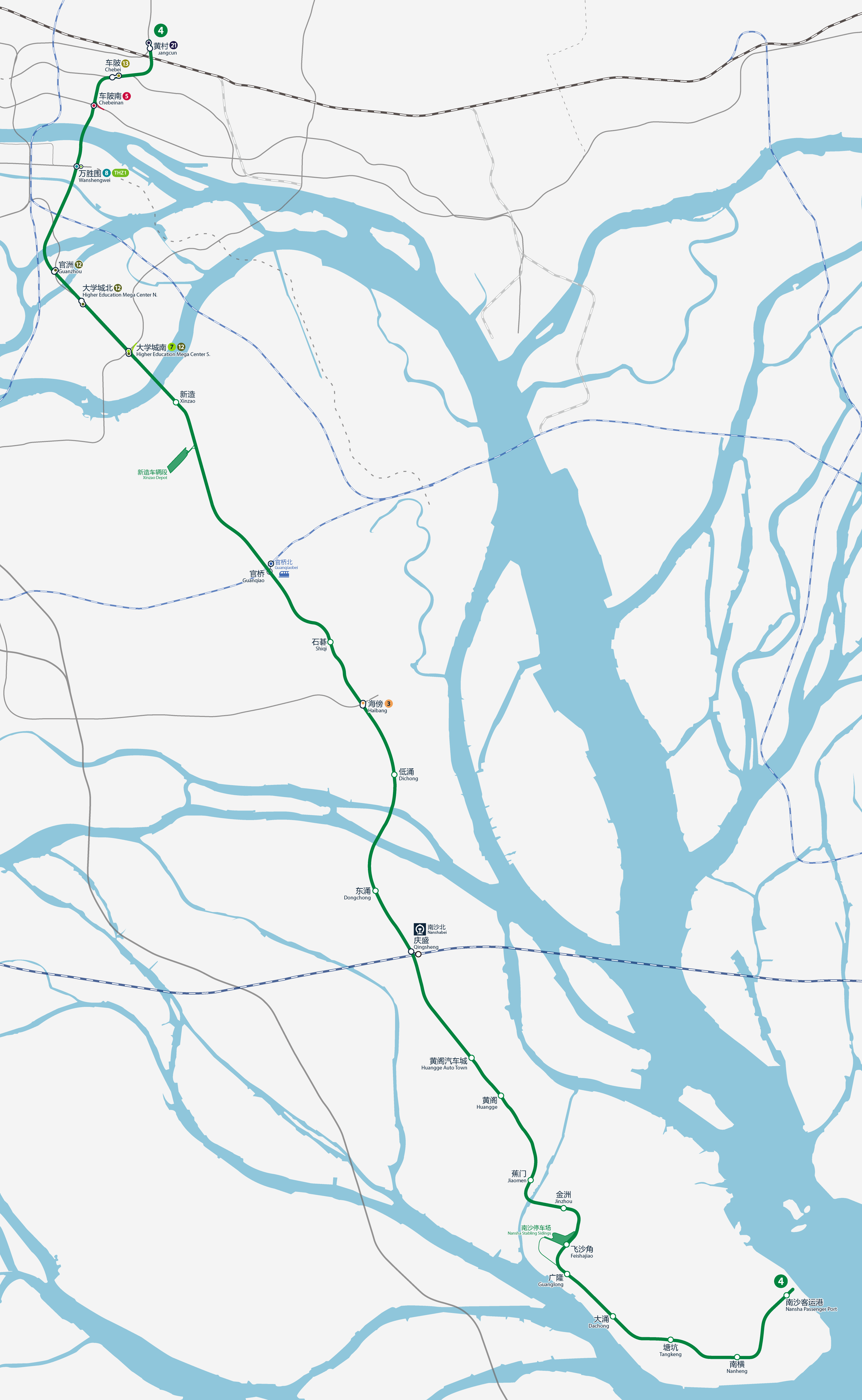
4號線線路圖，按真實走向比例繪畫

广州地铁4号线是广州地铁营运的路线之一，全長56.25 km，采用第三轨供电，最高营运速度为90 km/h，线路代表色为绿色。该线路是中国首条使用直线电机技术的轨道交通线路，以及世界首条采用混合供电的轨道交通线路。
4号线是具有通勤铁路属性的城市轨道交通线路，大致呈南北走向，全线除新造站（包含）以北，飞沙角站（包含）以南段外，其余路段位于高架桥上。

## 概要
目前4號線起始於天河區广东奥林匹克体育中心附近的黄村站，沿大觀路南行，轉入中山大道再轉入車陂路，然後過江至海珠區東部，再往東南方向進入番禺區，下穿廣州大學城及沥滘水道，在新造車輛段東方伸出地面上高架橋，上跨广台高速公路再與广澳高速公路平行，在番禺區東部跨過大片農田。然後再上跨沙湾水道進入南沙区，沿市南大道行走，再轉入鳳凰大道繼續往南，之後轉入雙山大道往東。隨後線路由高架轉入地下隧道，由双山大道转向南沿金隆路行进，路线向南跨越莞佛高速公路，再转向东南，沿环市大道西至塘坑站之后再转向东，沿环市大道南行进。之後再转向东北，沿海港大道行进，在科技大道与港前大道交叉口东侧设置终点站南沙客运港站。
由於四號線大部分路段位於高架橋上，同時跨越大片農田和綠地，故四號線擁有非常優良的觀景條件。
目前4号线的车辆维护与停放基地为新造车辆段以及南沙停車場，前者位于新造站与石碁站之间，是广州地铁首个L型列车车辆段，本线控制中心亦设于该段内；后者位于飞沙角站旁，为本线南延段工程新增设的车辆基地。

## 歷史

### 規劃
最早於1997年規劃中，已經出現了現有四號線北段的雛型。當時此線為方案A中5號線的一條支線，從琶洲分岔出來，沿車陂路往北到世界大觀東南側。
2000年方案中，該段支線被獨立出來，北段進一步延伸到科學城內，在萬勝圍站與舊2號線換乘，南端因應番禺撤市建區，得以延長至新造鎮。現有4號線北段初步定型。
然後於2003年方案中，4號線北段從沿車陂路改為先行走一小段中山大道再轉入大觀路；南端得以沿京珠高速繼續延長，在規劃廣州新城附近轉彎，東進至海鷗島。北段亦從科學城延伸，沿開創大道抵達蘿崗中心區。而當時的3號線在到達廣州新城後，也沿京珠高速繼續向南，到達南沙。後來2003年方案局部修改，3號線和4號線交換廣州新城（現海傍站）以南及以東的路段，4號線確定向南進入南沙。其後蘿崗區選擇直接通往廣州市區的6號線來連接蘿崗中心區，4號線改為從科學城往北延伸抵達水西，4號線全線走向基本得以定型。
後來於2010年年初，4號線規劃中的黄村以北段被單獨裁剪出來，獨立成為21號線。
而4號線金洲以東一段原本经由进港大道至港前大道前往南沙客运港，後於2012年国家发改委批复的正式方案中改為沿环市大道南行走，以服務南沙舊鎮市民。原本进港大道至港前大道一段线位则让予规划中的南沙環線（15號線）。

### 建造與營運

#### 黄村至金洲段
2003年1月28日，2號線調整工程琶洲塔站（現8號線萬勝圍站）開工，標誌着2號線調整工程及4號線試驗段正式開工。由于4号线工程当时尚未获批，试验段未批先建的行为事后被国家发改委批评。2004年8月13日，新造站主體結構封頂。2005年1月11日，小谷圍站（現大學城南站）封頂。
2005年11月，4號線首期（奧體中心至新造）的工程可行性研究報告獲得國家發改委批覆；同年12月26日，四號線首期以大學城專線（萬勝圍站至新造站）的名義與2號線調整工程的琶洲至萬勝圍段及三號線首通段一同投入服務。此時只能在萬勝圍站換乘至4號線，通車初期由於列車不足，列車班次極其疏落，達到32分鐘一班，每個4號線車站都貼有列車時刻表。
而到2006年，4號線二期（新造至沖尾）的工程可行性研究報告亦獲得批覆。2006年8月16日，4号线新造—黄阁段区间8标高架桥合龙，成为4号线高架段首段合龙的高架桥，以及首段采用拼接法建造的高架桥。2006年11月18日，新造至黄阁段长轨，于低涌站完成焊接，标志着四号线长轨正式铺通。2006年12月4日，黄阁变电所成功受电，标志着四号线二期全线电通。12月20日，四號線大學城專線段暫停服務9天，进行熟悉路线及开通前的营运演练。2006年12月30日，4號線恢復服務，同時從新造延長至黃閣。新造至黃閣段也是廣州地鐵的第一段高架路線。
2007年5月8日，四號線因應路線延長至金洲，再次暫停服務長達50天，進行全線聯合調試。2007年6月28日，4號線恢復服務，延長至金洲站，同時增設蕉門站。至此4號線二期路段全線通車。
2007年4月26日，车陂南~万胜围区间（以下简称“车万区间”）隧道继3月18日右线贯通后，盾构区间左线盾构机抵达车陂南站，该段区间正式双线贯通。2009年3月22日，车万区间铺轨完成，为5号线列车转场至鱼珠车辆段提供了必要的通道。2009年12月28日，五號線通車投入服務当天，四號線亦北延一站，過江至天河區到達車陂南站與五號線換乘。
2009年3月26日，4号线信号系统实现全功能开通，能为列车提供自动驾驶（ATO）功能。
2010年9月25日，四号线北延段（车陂南至黄村）與拆解後的新二號線和八號線投入服務，亦宣告黄村站到金洲站的四号线首期和二期線路全线通車，同时四号线也将位于黄村的亚运主场馆广东奥林匹克体育中心和位于海傍的广州亚运城链接起来，成為亞運專線，为亚运會提供快速的交通通道。
2015年5月9日起，4號線實施長短線運營模式。同日往金洲的尾班車將延遲至23：15分从黄村站開出，取代該時段內原來往新造的短途班次列車。

#### 南延段

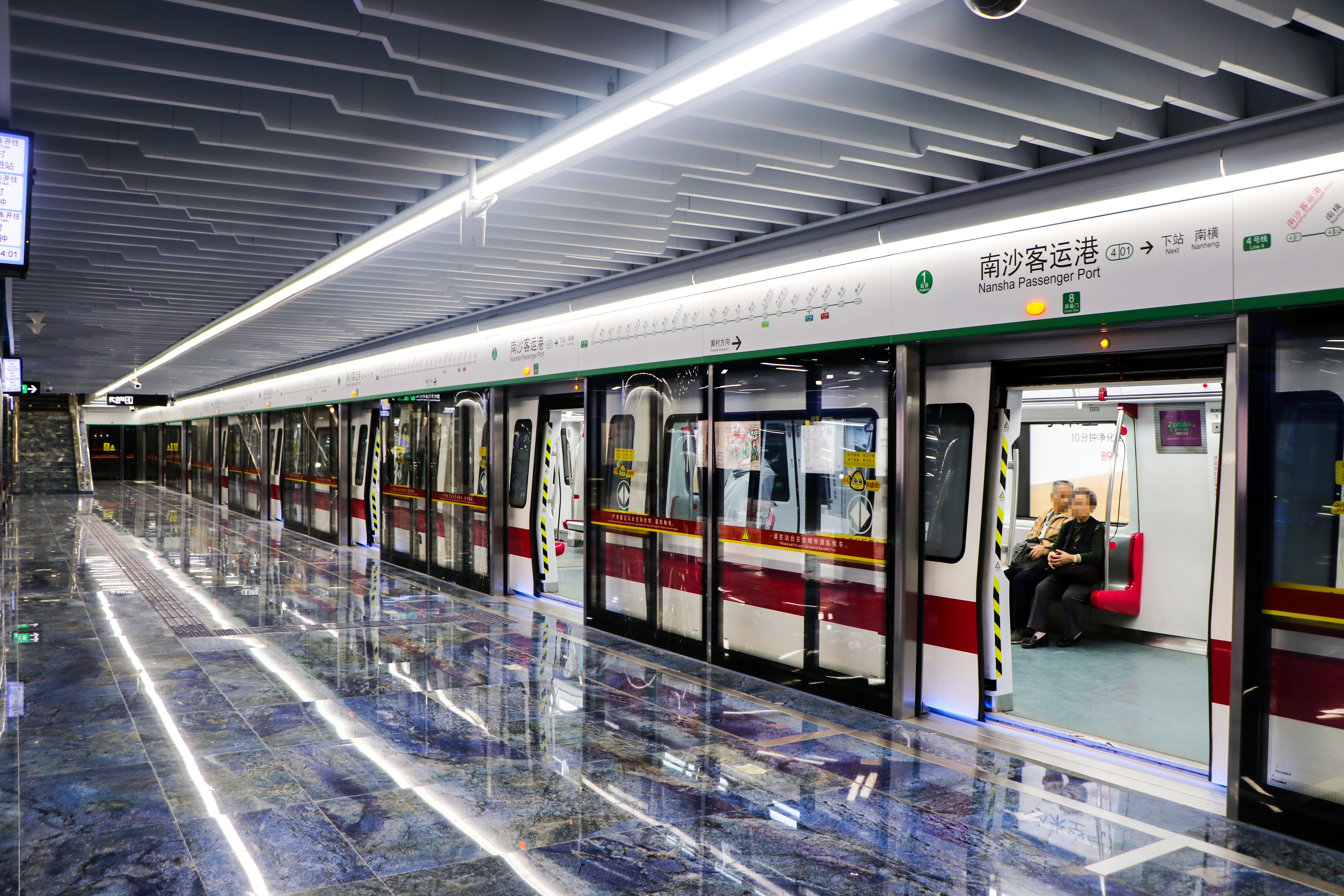
南沙客运港站站台

2012年7月，四号线南延段获国家发展改革委正式批复。
2013年8月16日，國家環保總局批覆四號線南延段環境影響報告書。同年11月5日，南延段工程正式開工建造。
2015年1月26日，资讯园站（南橫站）主體結構封頂，成為第一個主體結構封頂的南延段車站；2015年8月27日，金隆（飞沙角）至广隆區間右線盾構隧道順利貫通，為南延段工程首段隧道貫通。
2016年7月28日，南沙客运港站主體結構封頂，標誌着四號線南延段全線車站完成主體結構工程。9月30日，塘坑-南橫站左線盾構隧道完工，標誌着四號綫南延段全線隧道貫通。
2017年3月30日，南延段全線路軌貫通。5月11日，南延段全線送電成功，標誌四號線南延段建造已進入尾聲。南延段全部車站及軌行區已於7月28日從建造事業總部陸續將屬地管理權、調度指揮權、設備操作維護使用權移交給運營事業總部，隨即於29日進入運營調試階段。從10月11日開始全線進行營運時刻表演練，首期路段（黃村-金洲）保持目前營運服務水平，南延段（金洲-南沙客運港）不載客運行。
2017年12月28日，广州地铁4号线南延段及庆盛站开通运营。

## 车站
4號線全长56.25公里，全线共设23座车站。其中金洲至沿途9站为高架车站；新造至黄村及南沙客運港至飛沙角沿途14站为地下车站，同時亦預留了一個高架車站官橋站。
全线車站均主要使用玻璃板裝修，并在牆面和柱體下方使用玻璃仿馬賽克磚進行裝飾。除南延段外各站均各自採用不同的配色；南延段各站除南沙客运港站外则统一使用绿色，同时各站在升降机井墙面分别设有特色壁画。站台書法大字方面，新造至官洲各站使用手写书法，车陂南至黄村各站则与亚运新线车站一致，採用葉根友仿書法電腦字體。
| 車站編號 | 站名及配色 | 站名及配色 | 换乘路线                                 | 所在地        | 啟用時間       | 车站形式           |
| 4號線 | 4號線      | 4號線      | 4號線                                    | 4號線         | 4號線          | 4號線              |
| --- | ---------- | ---------- | ---------------------------------------- | ------------- | -------------- | ------------------ |
| 401 |            | 南沙客运港 |                                          | 南沙区        | 2017年12月28日 | 地下侧式站台       |
| 402 |            | 南横       |                                          | 南沙区        | 2017年12月28日 | 地下岛式站台       |
| 403 |            | 塘坑       |                                          | 南沙区        | 2017年12月28日 | 地下岛式站台       |
| 404 |            | 大涌       |                                          | 南沙区        | 2017年12月28日 | 地下岛式站台       |
| 405 |            | 广隆       |                                          | 南沙区        | 2017年12月28日 | 地下岛式站台       |
| 406 |            | 飞沙角     |                                          | 南沙区        | 2017年12月28日 | 地下岛式站台       |
| 407 |            | 金洲       |                                          | 南沙区        | 2007年6月28日  | 高架側式站台       |
| 408 |            | 蕉门       |                                          | 南沙区        | 2007年6月28日  | 高架側式站台       |
| 409 |            | 黄阁       |                                          | 南沙区        | 2006年12月30日 | 高架一岛一侧式站台 |
| 410 |            | 黄阁汽车城 |                                          | 南沙区        | 2006年12月30日 | 高架側式站台       |
| 411 |            | 庆盛       | 庆盛站                                   | 南沙区        | 2017年12月28日 | 高架側式站台       |
| 412 |            | 东涌       |                                          | 南沙区        | 2006年12月30日 | 高架側式站台       |
| 413 |            | 低涌       |                                          | 番禺區        | 2006年12月30日 | 高架側式站台       |
| 414 |            | 海傍       | 3号线 301-4                              | 番禺區        | 2006年12月30日 | 高架側式站台       |
| 415 |            | 石碁       |                                          | 番禺區        | 2006年12月30日 | 高架側式站台       |
| 416 | 官桥       | 官桥       | 官桥北站：广惠城际铁路                   | 番禺區        | 預計2026年     | 高架側式站台       |
| 417 |            | 新造       |                                          | 番禺區        | 2005年12月26日 | 地下岛式站台       |
| 418 |            | 大学城南   | 7号线 709、12号线 1225                   | 番禺區        | 2005年12月26日 | 地下侧式站台       |
| 419 |            | 大学城北   | 12号线 1224                              | 番禺區        | 2005年12月26日 | 地下一岛一侧式站台 |
| 420 |            | 官洲       | 12号线 1223                              | 海珠區[BioIs] | 2005年12月26日 | 地下岛式站台       |
| 421 |            | 万胜围     | 8号线 828 万胜围站：海珠有轨1号线 THZ111 | 海珠區        | 2005年12月26日 | 地下岛式站台       |
| 422 |            | 車陂南     | 5号线 518                                | 天河區        | 2009年12月28日 | 地下岛式站台       |
| 423 |            | 車陂       | 13号线                                   | 天河區        | 2010年9月25日  | 地下岛式站台       |
| 424 |            | 黃村       | 21号线 2104 天河东站                     | 天河區        | 2010年9月25日  | 地下一岛一侧式站台 |
| 註釋 |            |            |                                          |               |                |                    |
| - 所有以斜体标识的线路和车站均未开通。 - BioIs 官洲島（國際生物島）目前由黃埔區進行代管，但全島在行政區劃上仍屬於海珠區。 |            |            |                                          |               |                |                    |
| 论 编 |            |            |                                          |               |                |                    |

### 换乘站
4號線現時有7座為换乘站。
已投入使用
- 黃村站：换乘21号线。兩線大致平行，但因建设期间未作出预留，且21號線的車站比4號線車站偏北，為站廳通道換乘。因通道較長，設有自動行人道。
- 車陂南站：换乘5号线。与5号线同步建造，为T字形节点式换乘。
- 萬勝圍站：换乘8号线。本站属于旧2号线调整工程增加的车站，亦是8号线现时的终点站。8号线位于上方为侧式站台，4号线位于下方为岛式站台。值得一提的是，因為扶梯、升降機等設備的佈置需要一定空間，下层的4号线站台实际比4节L编组所需要的要长，因此停车后司机需要打开屏蔽门的安全门在站台上瞭望。
- 官洲站：换乘12号线。因建设期间未作出预留，须经站廳換乘。
- 大学城北站：换乘12号线。兩線大致平行，因建设期间未作出预留，须经站廳通道換乘。
- 大学城南站：换乘7号线、12号线。建造时已同步建造下层的7号线岛式站台，该站台在设计上同时亦承担了于付费区连接4号线两个侧式站台的作用，为十字型节点式换乘，惟預留結構僅可供原计划的4節編組L型車使用。因此7號綫建设时将结构扩建至现有规模以供6節編組B型車使用，並設有4、7號線的聯絡線。4号线与12号线兩線大致平行，因建设期间未作出预留，须经站廳通道換乘。
- 海傍站：换乘3号线。亞運城建設時已預留了3號線車站位置，既有4號線車站位於地面的站廳也預留了地下換乘通道和扶梯接入的位置，可以實現站廳換乘。

未来换乘站
- 车陂站：换乘13号线。兩線大致平行，但建造時只預留在車站北側新建13號線車站，預計為站廳換乘。
- 东涌站：换乘31號線。31號綫為遠期線路，未作預留。
- 慶盛站：换乘22号线及33號線。兩綫為遠期線路，未作預留。
- 黃閣站：换乘31号线。31號綫為遠期線路，未作預留。
- 蕉门站：换乘15号线及22号线。兩綫為遠期線路，未作預留。
- 飛沙角站：换乘38号线。38號綫為遠期線路，未作預留。
- 大涌站：换乘32号线。32號綫為遠期線路，未作預留。
- 塘坑站：换乘38号线。38號綫為遠期線路，未作預留。
- 南沙客運港站：换乘15号线及22號線。4號線建設時已于车站負二層預留15號線岛式站台结构，22號線则未作出预留。

## 行車安排
四號線從2015年5月9日起實施長短線（大小交路）的運行模式。現時每天在黃村至新造區段加開短線車（小交路），黃村至南沙客運港則為長線（大交路）。
工作日早高峰時段按照1+1的安排，長線車和短線車交替開出；而工作日晚高峰時段及中峰期，以及節假日高峰及中峰期，則按照2+1的安排，即每兩班長線車開出後，第三班列車為短線車；低峰期則主要以黃村至南沙客運港的長線車運行。晚低峰收車前因部分列車需要返回新造車輛段，這些列車會行走黃村至新造短線，抵達新造站後隨即返回新造車輛段。
現時四號線所有列車在報站前均會提醒乘客列車即將開往哪個方向，全線車站月台顯示屏均有顯示接下來三班列車的終點站和到達時間。

## 乘客量
4號線串聯起廣東奧林匹克體育中心、廣州大學城、亞運城、南沙區以及天河區幾個城中村和番禺區東部各鎮街，更曾是大學城來往外界的生命線和南沙區連接廣州市區的唯一地鐵通道。天河區、黃埔區、番禺區以及南沙區亦有不少的公交線路連接至4號線沿線各車站，提供車站到區內各鎮街的接駁。
現時4號線已經成為廣州東部重要的南北向交通動脈，雖然日均客流僅30多萬人次，但大部分集中於北段（黃村至新造）長約15公里的路段，4號線現時僅有的七個換乘站除海傍站外，其餘六座換乘站全數集中在北段；4號線採用的4節L型車編組，列車運力僅及2號線6節A型車編組的約50%。因此北段列車載客率全天維持在較高水平，早晚高峰期更會非常擠逼。同時與5號線、8號線兩條市區線交匯的車陂南站和萬勝圍站月台空間不足，兩站在早晚高峰期更會水泄不通，尤以換乘5號線的車陂南站為甚，甚至需要連同車陂站一同配合實施客流控制。南段（新造至南沙客運港）的客流則主要集中於來往南沙區中心城區的蕉門和金洲兩站，以及亞運城附近的海傍站和接駁番禺區石碁鎮和石樓鎮的石碁站。其餘車站則客流偏低，低涌站近年更曾錄得日均只有224人次進出站，非高峰期車站甚至無人上落，非常冷清。南延段各站則因開通時間尚短及沿線週邊發展原因，客流水平偏低。南北兩段客流嚴重不均，也促使4號線在2015年實施長短線運行模式，滿足北段的客流需求和以求提高南段的列車載客率。
2024年，4号线的日均客流量为39.02万人次。而在2020年12月31日跨年夜当天，4號綫客流量达到57.4万人次，创该线开通以来的单日历史新高。

## 使用列车

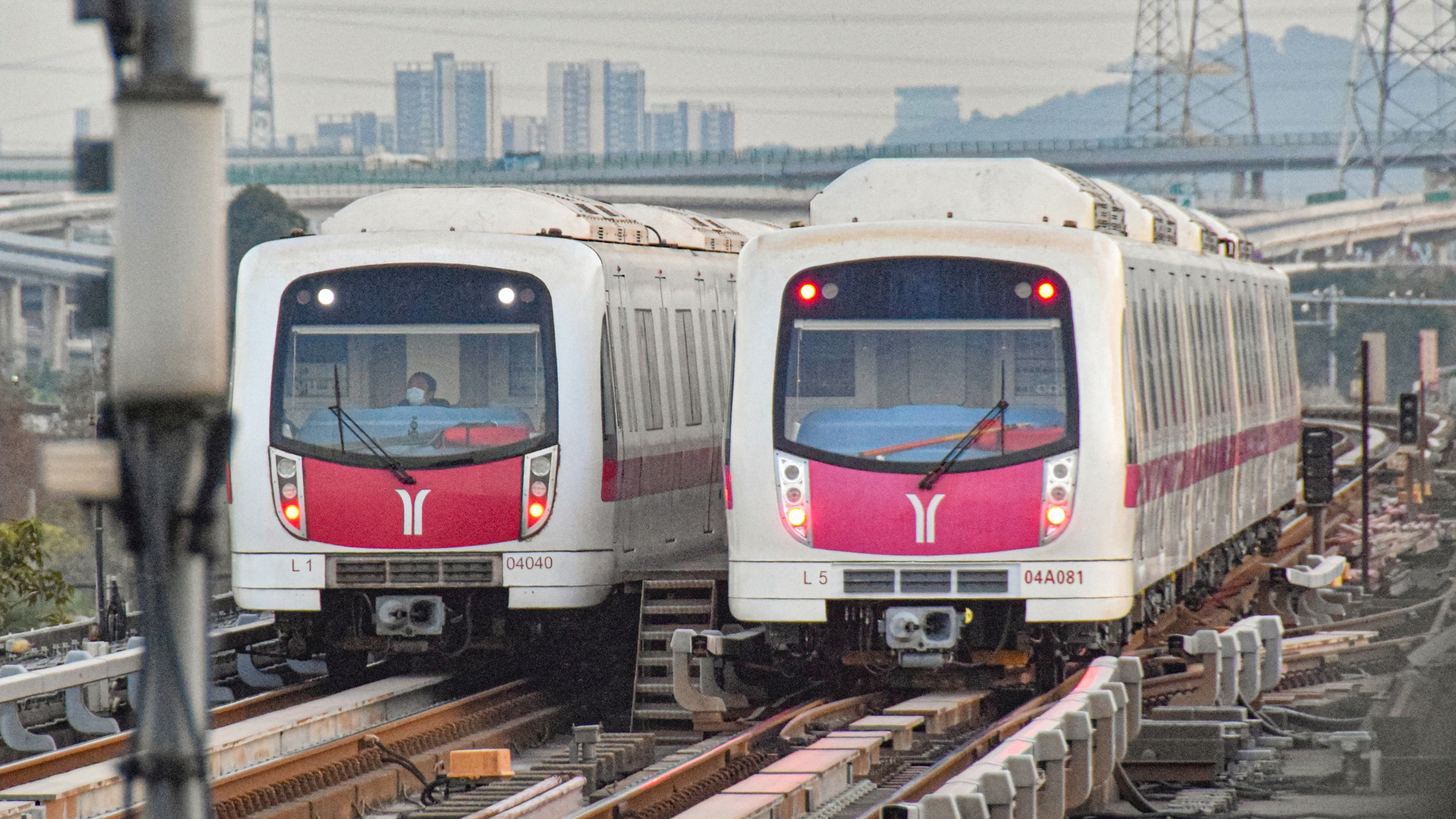
四号线目前行走的两款列车，图左为L1型，图右为L5型

4号线自通車日起全数使用中车青岛四方机车车辆制造的列车行走。目前4号线用列车共计57列，分为L1型（SFM03）和L5型（SFM37）两批，列车設計時速100 km/h，最高運行時速90 km/h，采用VVVF交流直線電機傳動，在正線營運時採用第三軌供電，車輛段內則採用接觸網供電。
| 內部型號 | 制造商型号 | 制造商               | 车辆编组          | 制造年代  | 列车编号                | 车辆总数 |
| -------- | ---------- | -------------------- | ----------------- | --------- | ----------------------- | -------- |
| L1       | SFM03      | 中车青岛四方机车车辆 | 4L（Mcp+M+M+Mcp） | 2005~2007 | 04x001-002 ~ 04x059-060 | 30列     |
| L5       | SFM37      | 中车青岛四方机车车辆 | 4L（Mcp+M+M+Mcp） | 2016~2017 | 04x061-062 ~ 04x113-114 | 27列     |

两批列车的投入营运时间不同，设计细节上亦有区别，详情可参见对应的列车条目。
為適應4號線實施大小交路以及未來線路延長等運營需求，本線L1型列車已在2014到2015年期間陸續把閃燈路線圖改造为LED走字屏。

## 运营意外
2011年10月28日，由于异物进入轨行区使受电靴与第三轨支架碰撞损坏第三轨引起供电保护，万胜围~大学城南区间断电。4号线采取应急预案，黄村~车陂南、大学城南~金洲小交路运行，车陂南~大学城南上行单线双向摆渡运行，后经调查异物实为列车底部松脱的蓄电池箱盖板。
2015年3月22日15时55分，新造站发生信号联锁系统故障，在故障期间地铁运营维持10至15分钟的行车间隔，直至16:24恢復正常。

## 评价
曾在广州地铁工作、后于大学任教的学者郑明远批评，4号线在规划上存在诸多错误，使其与沿线土地开发脱节，进而导致客流水平偏低，这些错误包括：
1. 未满足“一小时法则”：4号线规划建设时，并未经过广州城区的重要节点，其功能上实质是一种“外环线”，到达城市核心区的耗时太长，因此无法发挥核心区的辐射带动作用。4号线中段至北段周边地区就业、居住的多为偏好小汽车出行的中产阶层，土地开发强度偏低，没有形成适宜公共交通出行的城市形态；而其南段虽然有丰田汽车产业基地，但是其工人的居住和就业在厂区实现了平衡，并不依赖轨道交通来通勤。
2. 未适应区域空间发展战略：广州市希望在南沙打造一个“新广州”，这意味着解决南沙交通问题的4号线应当起到和周边城市联结的作用，要和主要对外交通枢纽（广州白云国际机场、深圳宝安国际机场、香港國際機場等）便捷联络，并穿过大南沙的核心地区，其设计时速应当达到160 km/h。但是，线网规划上仅仅将其作为普通走廊，和南沙的空间发展战略不匹配。

不过，他也承认，不能因此否定4号线的作用。他引用了4号线的决策者的辩护：“单就4号线满足丰田基地和市区的交通联接问题一项就足以实现4号线的价值。丰田基地一年给市里的收益应该大于4号线的运营成本。”即4号线的规划建设有吸引丰田在此投资的考虑，不完全是为了解决“出行需求”。
广州地铁设计研究院资深总工程师史海欧亦指出，4号线是按道路网络，而非轨道网络的思路来规划的。其最高时速仅90km/h，且线路没有直达城市中心区，是线路设计值得反思的地方。

## 未來發展

### 官橋站
四號線建造時，在新造站和石站之間預留了一個官橋站。建造時官方稱目前未有建站條件，故作出預留方便以後增設這個車站。在預留車站的位置上僅設置有信號系統所需設備，在路軌旁做好預備方便以後建站時進行土建工程同時又不影響四號線正常營運。官橋站將會連接广惠城际铁路的同名車站（后更名官桥北站）以提供換乘。
近期随着官桥站周边清华科技园广州创新基地、尖峰山森林公园、现代产业园广汽汽车研发生产基地等项目开工兴建，周边规划对于地铁车站的需求日益迫切。官桥站的兴建，将加快启动周边地区的土地开发，进一步增强四号线促进广州市“南拓轴”沿线地区发展的作用，有利于沟通城市轨道交通网、外围城际轨道交通线及各种常规交通间的客流，提高交通方便可达性，发挥交通网络优势。2014年3月4日，《广州市轨道交通四号线官桥站工程可行性研究报告》通过了广州市发改委委托广州市国际工程咨询公司组织召开的技术评估会。
2023年，官橋站動工建設。

### 设施更新
- 2024年沥心沙大桥船只撞击事故发生后，广州地铁于当年3月启动工程招标，计划为4号线东涌-低涌区间的市桥大桥和蕉门-金洲区间的蕉门滘桥加装防撞设施，并为市桥大桥加装监控预警系统，以避免船舶碰撞桥梁进而影响列车行车安全[31][32]。
- 4号线的信号系统采用西门子公司基于连续式车-地双向无线通信的移动闭塞ATC系统（Trainguard MT），车-地无线子系统采用基于2.4GHz的WLAN产品。2025年3月，广州地铁发布招标公告，计划将车-地无线子系统改造为1.8G LTE-M（英语：LTE-M）专用频率制式，以提升信号系统的稳健性[33]。

### 北延段（已取消）
2003年规划中，4号线将从奥林匹克中心（现黄村站）出地上高架并向北延伸，然后向东延科学城的东西向科学大道行走，再转入开创大道，最终到达萝岗站。萝岗区成立后，区政府选择争取6号线东延至萝岗，以便可快速进入广州市区，4号线暹岗至萝岗段被考虑作为6号线东延的线位，两线在暹岗（現蘇元站）进行换乘。之后，6号线东延至萝岗的规划得到落实并获批复，而4号线北延至暹岗则停留在远期规划中，并在稍后规划延长至水西。
2011年，4号线北延段在规划中被單獨截出，並且從兩端延伸，成為21號線，換言之4号线北延至科学城的計劃已被取消。由於4號線不再北延，同時针对天河区東北部的“智慧城”因交通不便导致人才流失的情况，天河区区长在2012年公开呼吁将4号线北延至智慧城。最终，地铁方面决定为21号线增加智慧城站（现天河智慧城站），以此回應天河區的诉求。

### 複線
4号线复线方案首次在《广州市城市轨道交通线网规划方案》（2018—2035年）中提出，由蕉门至琶洲，全长39.3公里。复线除了官洲以北为直接前往琶洲，其餘部分与现有4号线走向基本一致。但由於4号线大部分客流集中在黄村至新造的市区段，新造以南的区段客流量较低，故該方案现时只停留在研究階段，未有建設時間表。
2023年送审的《广州市国土空间总体规划（2021-2035年）》中，4号线复线再出现调整，除大幅延伸至黄埔区外，速度等级亦提升为高速线。该版规划起自广州开发区的光谱东路，途经黄埔海丝城、黄埔高铁站、番禺广汽基地、莲花湾、广州新城东、南沙庆盛、蕉门等地，最终到达南沙站枢纽的万顷沙。